# Pavel Landovský

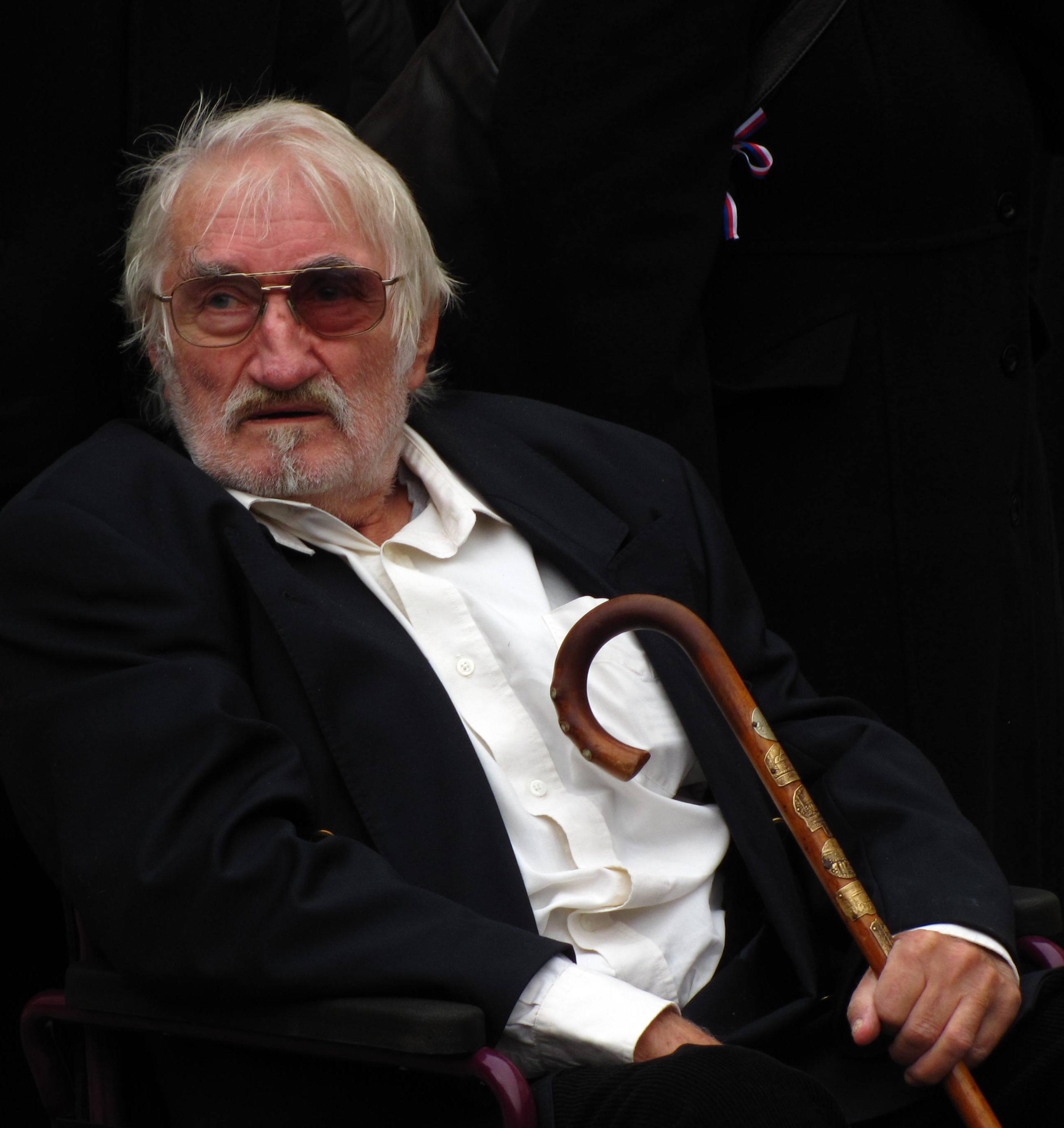
Pavel Landovský (2011)

Pavel Landovský (* 11. September 1936 in Německý Brod; † 10. Oktober 2014 in Kytín) war ein tschechischer Schauspieler, Dramatiker und Regisseur.

## Leben
Landovský studierte an der Theaterfakultät der Akademie der Musischen Künste in Prag (DAMU) und spielte danach an regionalen Bühnen in Teplice, Šumperk, Klatovy und Pardubice. Ab 1965 war er Ensemblemitglied des Prager Theaters Činoherní klub in der Ve Smečkách unweit des Wenzelsplatzes, das im gleichen Jahr von Ladislav Smoček und Jaroslav Vostrý gegründet worden war. Sein erstes Stück Hodinový hoteliér schrieb er speziell für das Činoherní; es wurde dort am 11. Mai 1969 unter der Regie von Evald Schorm uraufgeführt.
1971 erhielt er Spielverbot für Film und Fernsehen; seine Szenen in Jaroslav Dudeks Fernsehserie Taková normalní rodinka (1971) wurden daraufhin herausgeschnitten und mit Jaroslav Moučka neu gedreht.
Ende 1976 gehörte Landovský zu den Initiatoren der Petition Charta 77 und war mit Václav Havel und Ludvík Vaculík einer der drei offiziellen Sprecher der daraus entstandenen Bürgerrechtsbewegung. Daraufhin wurde er auch für das Theater mit Auftrittsverbot belegt und emigrierte nach Österreich, wo er in Wien 1978 Ensemblemitglied des Burgtheaters wurde und unter anderem in Inszenierungen von Peter Zadek mitwirkte.
Erst nach der Samtenen Revolution konnte er 1989 nach Prag zurückkehren und im Januar 1990 wieder im Činoherní klub auftreten, als dort das 16 Jahre zuvor geschriebene Stück Audience seines (kurz zuvor zum Präsidenten gewählten) Freundes Václav Havel unter der Regie von Jiří Menzel seine tschechische Premiere feiern konnte.

## Filmographie (Auswahl)
- 1965: Každý mladý muž – Regie: Pavel Juráček
- 1966: Slečny přijdou později – Regie: Ivo Toman
- 1966: Liebe nach Fahrplan (Ostře sledované vlaky) – Regie: Jiří Menzel
- 1967: Svatba jako řemen – Regie: Jiří Krejčík
- 1967: Privates Gewitter (Soukromá vichřice) – Regie: Hynek Bočan
- 1967: Pension für Junggesellen (Pension pro svobodné pány) – Regie: Jiří Krejčík
- 1967: Markéta Lazarová – Regie: František Vláčil
- 1967: Klec pro dva – Regie: Jaroslav Mach
- 1968: Pension für ledige Herren (Penzion pro svobodne pany)
- 1968: Rakev ve snu viděti… – Regie: Jaroslav Mach
- 1968: Alte Kriminalfälle (Hříšní lidé města pražského) (Fernsehserie) – Regie: Jiří Sequens[6]
- 1969: Flirt se slečnou Stříbrnou – Regie: Václav Gajer
- 1969: Die Leiden des jungen Bohacek (Utrpení mladého Boháčka) – Regie: František Filip
- 1969: Farářův konec – Regie: Evald Schorm
- 1969 Adelheid
- 1969: Případ pro začínajícího kata – Regie: Pavel Juráček
- 1970: Pan Tau: Pan Tau fährt Taxi (Pan Tau: Pan Tau a taxikář) (Fernsehserienepisode) – Regie: Jindřich Polák[7]
- 1970: Die Hochzeiten des Herrn Peter Vok (Svatby pana Voka) – Regie: Karel Steklý
- 1971: Trügerische Liebesspiele (Hry lásky šálivé) – Regie: Jiří Krejčík
- 1971: Der junge Herr Vek (F. L. Věk) (Fernsehserie) – Regie: František Filip
- 1971: Der Strohhut (Slaměný klobouk) – Regie: Oldřich Lipský
- 1976: 10% nadeje – Regie: Jozef Zachar
- 1980: Die Jahre vergehen (Fernsehfilm) – Regie: Peter Keglevic
- 1981: Ragtime – Regie: Miloš Forman
- 1981: Kopfstand
- 1981: Den Tüchtigen gehört die Welt – Regie: Peter Patzak
- 1982: Tatort – Mordkommando (Fernsehreihe)
- 1983: Hunderennen – Regie: Bernard Safarik
- 1984: Die Försterbuben (Fernsehfilm) – Regie: Peter Patzak
- 1984: Bis später, ich muss mich erschießen (Fernsehfilm) – Regie: Vojtěch Jasný
- 1985: Via Mala (Fernsehserie) – Regie: Tom Toelle
- 1985: Der Bulle und das Mädchen – Regie: Peter Keglevic
- 1988: Der Alte – (Folge 126: Der Tod kommt selten allein)
- 1988: Die unerträgliche Leichtigkeit des Seins – Regie: Philip Kaufman
- 1989: Follow Me – Regie: Maria Knilli
- 1992: Černí baroni – Regie: Zdeněk Sirový
- 1994: Amerika – Regie: Vladimír Michálek
- 1997: Der Weg durch die düsteren Wälder (Cesta pustým lesem) – Regie: Ivan Vojnár
- 1997: Nejasná zpráva o konci světa – Regie: Juraj Jakubisko
- 2000: Anděl exit – Regie: Vladimír Michálek
- 2001: Max, Susi und das magische Telefon (Mach, Šebestová a kouzelné sluchátko) – Regie: Václav Vorlíček
- 2001: Uprising – Der Aufstand (Uprising) (Fernsehfilm) – Regie: Jon Avnet
- 2002: Entführung nach Hause (Únos domů) (Fernsehfilm) – Regie: Ivan Pokorný
- 2005: Kousek nebe – Regie: Petr Nikolaev
- 2007: Leergut (Vratné lahve) – Regie: Jan Svěrák
- 2007: Chyťte doktora – Regie: Martin Dolenský
- 2008: Nestyda – Regie: Jan Hřebejk